# Ballyheigue
Ballyheigue (irisch Baile Uí Thaidhg, auf älteren Karten auch Ballyheige, deutsch: Ort/Heimstatt der Ó Taidhg) ist eine kleine Küstenstadt (town) im Nordwesten der irischen Grafschaft Kerry.
Die Stadt Ballyheigue gehört zur Baronie Clanmaurice (Clann Muiris) und zur Civil Parish Ballyheigue (Ráth Tuaidh).

## Lage
Ballyheigue liegt an der Atlantikküste an der Ballyheigue Bay, wie die Bucht in der Nordostecke der Tralee Bay genannt wird, 20 Kilometer nordwestlich der County-Hauptstadt Tralee und ca. 100 Kilometer westsüdwestlich von Limerick. Zum unmittelbaren Einzugsbereich von Ballyheigue gehört eine nordwestlich gelegene 40 km² große Halbinsel, die nach Westen ausgreift und am Kap Kerry Head endet.
Die nächsten Nachbargemeinden sind Causeway im Nordosten und Osten, Abbeydorney im Osten und Südosten, Kilmoyly und Ardfert im Südosten sowie Femit im Süden.
Mit 546 Einwohnern (Volkszählung 2022) ist Ballyduff trotz seiner geringen Größe das Zentrum für die noch kleineren Siedlungen im Umkreis von zehn Kilometern, die aus weit voneinander entfernten einzeln stehenden Häusern und Bauernhöfen bestehen. In Ballyheigue dominiert der Tourismus, in der sehr ländlich geprägten Umgebung die Milchviehhaltung und die Grünlandwirtschaft. Von der einst bedeutenden Fischerei leben nur noch wenige Familien.
Zum unmittelbaren Einzugsbereich von Ballyheigue gehören folgende Townlands
| Ballinclemesig Ballingarry Island Ballyloagane Ballyronan Booleenshare | Buncurrig Caherulla Castleshannon Cloghanebane Cloghaneleesh | Dirtane Doonamontane Dreenagh Dromatoor Dromgower | Glandahalin East Glandahalin West Glenderry Glenlea Heirhill | Knockane Maulin Tiduff Tiershanaghan Toanreagh |

## Geschichte
Tadhg Cantillon (Tadhg de Canntalún), dessen Familie zu Zeiten Wilhelm des Eroberers über England nach Irland gekommen sein soll, gab dem Ort seinen gälischen Namen (Baile Uí Thaidhg). Er ließ die erste Burg (an einer anderen Stelle als die heutige) erbauen. Im 16. Jahrhundert wurden die Ländereien der Cantillons von Elisabeth I. beschlagnahmt und der Familie Crosbie zugeschlagen.
Das heutige Schloss (durch die Zinnenbrüstung mit burgartiger Erscheinung) wurde 1809 in neogotischem Stil der Tudorzeit an der Stelle eines früheren Hauses aus dem Jahr 1758 erweitert und ein Teil der Bausubstanz des ursprünglichen Gebäudes integriert. Der große zweistöckige, nach Süden ausgerichtete Fassadenbau mit dem noch erhaltenen Eingangsportal bestand aus sechs Jochen, die von dreistöckigen, einjochigen, runden Ecktürmchen flankiert wurden. Ursprünglich war es mit Stroh gedeckt und hatte einen umzäunten Innenhof. Das Schloss war Eigentum der Familie Crosbie, die seit John Crosbie (ehemals Sean Mac an Chrosáin) historisch mit dem Bistum Ardfert verbunden war. Ab 1709 war das Anwesen im Besitz von Thomas Crosbie, der es dann über mehrere Generationen innerhalb der Familie weiter vererbte bis zu James Dayrolles Crosbie, der unter anderem Vorsitzender der Tralee & Fenit Railway Co. war. 1840 brannte das Schloss ab, wurde aber wieder aufgebaut. Es wurde auch als Gefängnis genutzt und während des Irischen Unabhängigkeitskrieges 1921 niedergebrannt und dem Verfall preisgegeben (ab 1890 wurden Teile des Schlossgeländes als Station der Royal Irish Constabulary genutzt). Um 1975 wurden Teile des Schlusses rekonstruiert, um sie als Wohnungen zu nutzen als Wohnungen. Der Rest des Gebäudes ist bis heute eine Ruine.
Auf dem Gelände des ehemaligen Schlosses befindet sich heute ein Golfplatz (Golf Club Resort), der 1810 unter Colonel James Crosbie angelegt wurde.
In den 1860er Jahren wurde in Ballyheigue eine große neue Küstenwache mit einer gegenüberliegenden Slipanlage gebaut. Ziel war es, den Schmuggel zu unterbinden. 60 Jahre lang war die Küstenwache in Betrieb, bis sie im Unabhängigkeitskrieg im Mai 1920 bis auf die Grundmauern niedergebrannt wurde.

## Sehenswürdigkeiten
Die Main Street  in Ballyheigue fungiert als Einkaufsstraße und Flaniermeile. Hier finden sich Hotels, Bars, ein Pub und ein Supermarkt. Charakteristisch für den Ort sind mehrere Ferienhaussiedlungen. Am kilometerlangen Sandstrand Richtung Süden besteht in der Hochsaison Aufsicht durch Rettungsschwimmer. In Ballyheigue steht eine Statue des irischen Nationalhelden Roger Casement, das 1984 von Tánaiste Dick Spring enthüllt wurde.

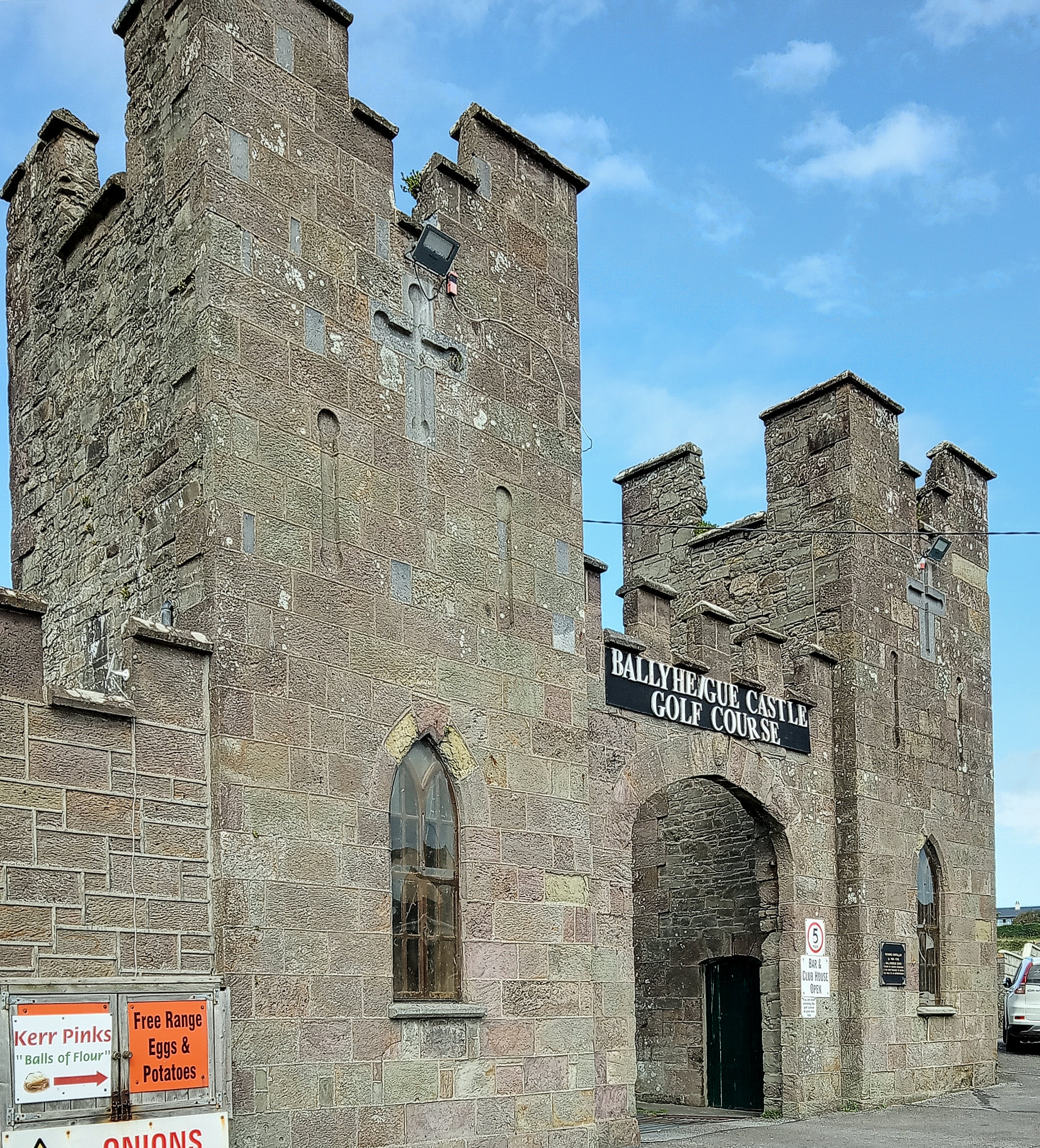
Eingang zum Ballyheigue Castle
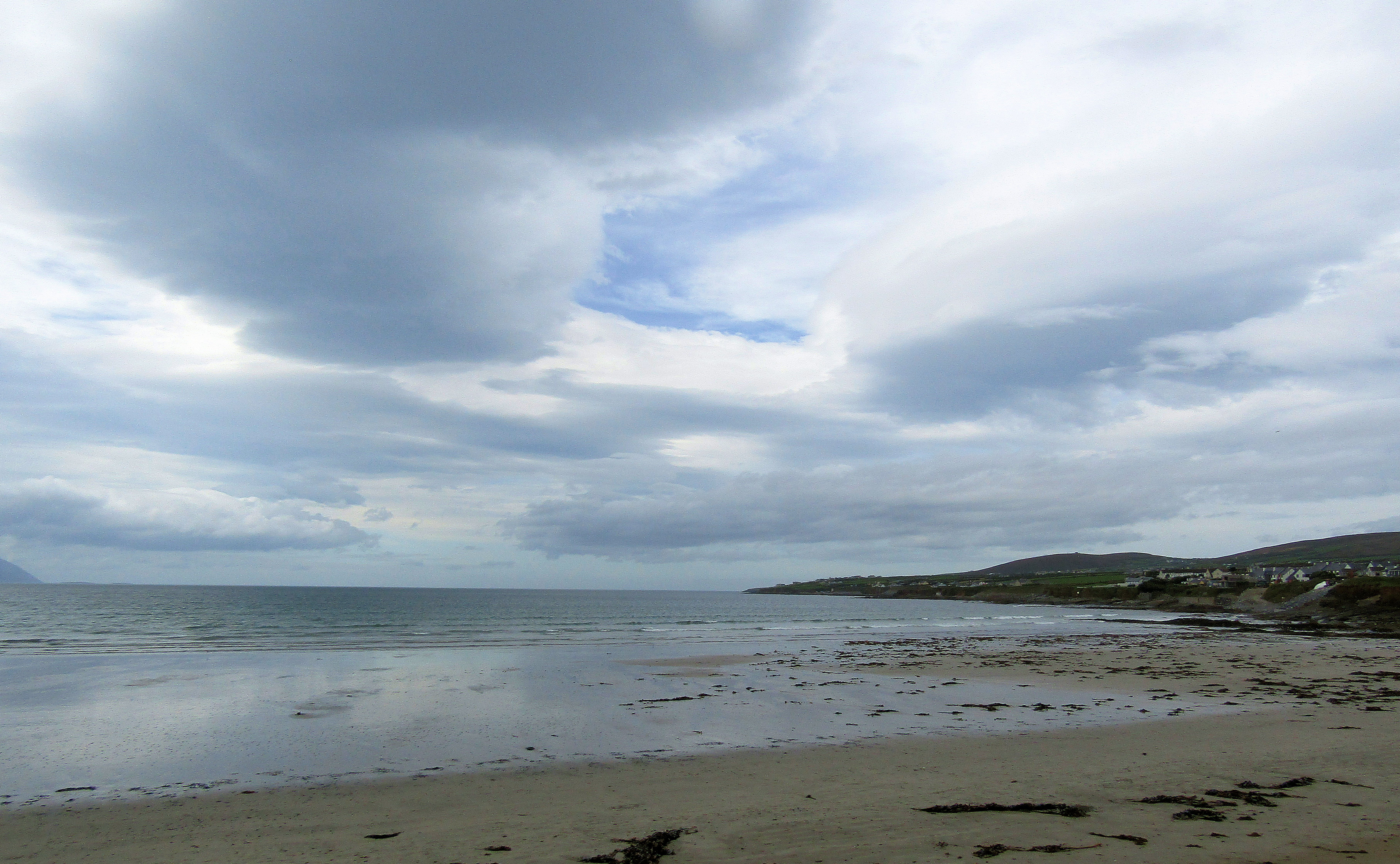
Blick vom Sandstrand bei Ebbe zum Kap Kerry Head, rechts Ballyheigur
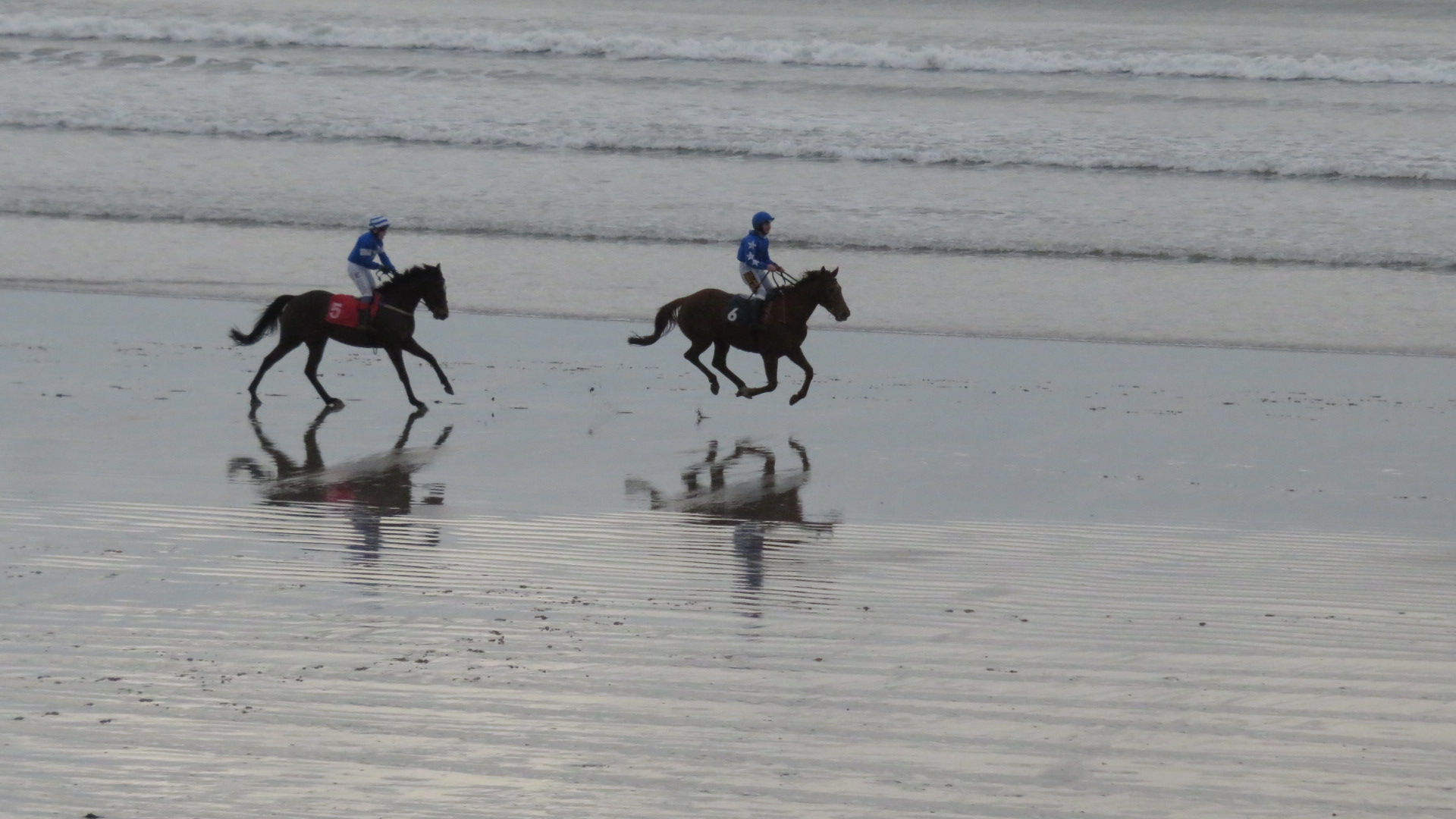
Traditionelles Weihnachts-Pferderennen am Strand von Ballyheigue
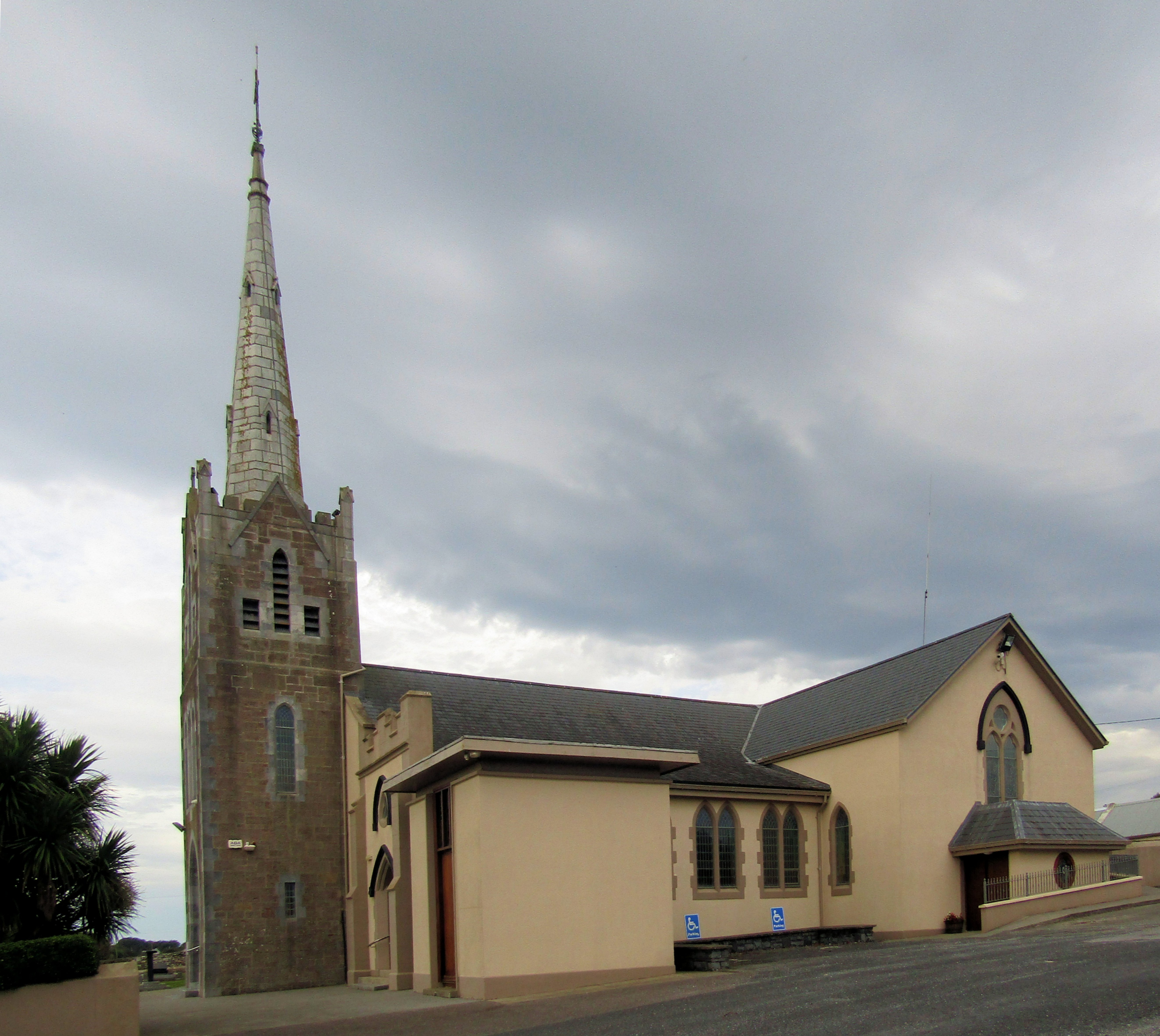
Saint Mary’s Church im Townland Dirtane

## Gemeindepartnerschaft
Ballyheigue pflegt eine Partnerschaft mir der bretonischen Gemeinde Gosné.

## Persönlichkeiten
- Richard Cantillon (1680–1734), Ökonom, in Ballyheigue geboren

## Belege
1. ↑  Einwohner lt. citypopulation. Abgerufen am 24. Dezember 2023.
2. ↑  Geschichte auf eircom.net (englisch)
3. ↑  Ballyheigue Castle auf buildingsofireland.ie (englisch)